# Xantho
Xantho is een geslacht van krabben uit de familie van de Xanthidae. 

## Soorten
- Xantho edwardsii (Heller, )
- Xantho granulicarpus Forest, 1953
- Xantho hydrophilus (Herbst, 1790)
- Xantho pilipes A. Milne-Edwards, 1867
- Xantho poressa (Olivi, 1792)
- Xantho sexdentatus (Miers, 1881)

### Uitgestorven
- † Xantho acutispinis Rathbun, 1945
- † Xantho agassizi Robineau-Desvoidy, 1849
- † Xantho lovisatoi Lorenthey, 1907
- † Xantho moldavicus Yanakevich, 1977